# Stymphalus
Stymphalus  (лат.) — род цикадок из отряда полужесткокрылых.

## Описание
Цикадки размером 5—6 мм. Стройные, с остроугольно выступающим теменем. Вершины передних крыльев косо обрублены. На злаках. В СССР 1 вид.  
- Stymphalus dilatatus (Perty, 1833)
- Stymphalus rubrolineatus (Stål, 1855)